# (36873) 2000 SD151
2000 SD151 (asteroide 36873) é um asteroide da cintura principal. Possui uma excentricidade de 0.10360680 e uma inclinação de 1.33607º.
Este asteroide foi descoberto no dia 24 de setembro de 2000 por LINEAR em Socorro.